# Птич (зупинний пункт)
Пти́ч (біл. Пцíч) — пасажирський залізничний зупинний пункт Мінського відділення Білоруської залізниці на лінії Мінськ (Інститут культури) — Барановичі-Поліські між станцією Помислище та зупинним пунктом Вовчковичі.
Розташований біля села Прилучкі Мінського району Мінської області, за 1 км від зупинного пункту проходить автошлях M1, за яким знаходиться популярне місце відпочинку мінчан — водосховище на річці Птич. Поряд з річкою розташоване село Строчиці — справжнє білоруське село: хати та млини, сінник і тік, великий вибір аксесуарів минулих століть та й просто красива природа.

## Історія
1975 року електрифікований змінним струмом (~25 кВ) в складі дільниці Мінськ — Стовбці.
Поряд з павільйоном, позаду платформи, розташований меморіал на честь полеглих у боях під час Другої світової війни.

## Пасажирське сполучення
На платформі Птич зупиняються електропоїзди регіональних ліній, що прямують до кінцевих станцій Мінськ-Пасажирський (пл. Інститут культури), Стовбці та  Барановичі-Поліські.